# Чемпионат СССР по лыжным гонкам 1943
15-й лично-командный чемпионат СССР по лыжным гонкам (позднее стал считаться лично-командным первенством СССР) проходил в Свердловске с 14 по 17 марта 1943 года.
Соревнования проводились по шести дисциплинам: гонка на 30 км, эстафета 4×10 км, бег патрулей 20 км (мужчины), гонка на 10 км, эстафета 3х3 км, бег санитарных команд 5 км (женщины).

## Победители и призёры

### Мужчины
|                    | Золото                                                               | Серебро                                                              | Бронза                                                                       |
| ------------------ | -------------------------------------------------------------------- | -------------------------------------------------------------------- | ---------------------------------------------------------------------------- |
| Гонка на 30 км     | Смирнов Василий «Динамо» Москва                                      | Карпов Андрей Дом Красной Армии Свердловск                           | Протасов Михаил Дом Красной Армии Свердловск                                 |
| Эстафета 4х10 км   | Свердловск Карпов Андрей Борин Анатолий Володин Пётр Нагибин Василий | Москва Смирнов Василий Ульмаев Ахид Иванов Алексей Добрышкин Алексей | Горький Матюшенков Валентин Сугробов Георгий Корнилов Иосиф Рудаков Анатолий |
| Бег патрулей 20 км | Свердловск Борин Анатолий Володин Пётр Карпов Андрей Протасов Михаил | Москва Смирнов Василий Добрышкин Алексей Иванов Алексей Ульмаев Ахид | Горький Орлов Павел Лепехов Роман Егоров Борис Котов Илья                    |

### Женщины
|                            | Золото                                                          | Серебро                                                   | Бронза                                                         |
| -------------------------- | --------------------------------------------------------------- | --------------------------------------------------------- | -------------------------------------------------------------- |
| Гонка на 5 км              | Болотова Зоя «Пищевик» Свердловск                               | Осадчая Мария «Спартак» Москва                            | Дубинина Нина «Крылья Советов» Казань                          |
| Эстафета 3х3 км            | Свердловск Горностаева Людмила Шмелькова Анастасия Болотова Зоя | Москва Маркова Неонила Зимина Валентина Початова Мария    | Москва Грачева Матрёна Бабулина Валентина Осадчая Мария        |
| Бег санитарных команд 5 км | Свердловск Болотова Зоя Шмелькова Анастасия Дорофеева Анна      | Москва Маркова Неонила Початова Мария Воробьева Екатерина | Свердловск Хямяляйнен Анна Ильина Екатерина Емельянова Клавдия |